# Kandidáti života a smrti
Kandidáti života a smrti (německy Fleisch) je německý televizní horor režiséra Rainera Erlera. Film vznikl v roce 1979 a zaměřuje se na nezákonné obchodování s orgány.  

## Průběh
Pár novomanželů tráví líbánky na jihozápadě Spojených států. Najednou ovšem manžela přepadnou a unesou záchranáři v sanitce. Manželka se na poslední chvíli zachrání. Společně s řidičem kamionu, který jí pomohl při záchraně, začnou po manželovi pátrat. Společně pak narazí na syndikát, který bohaté zájemce zásobuje orgány zdravých mladých lidí.
Film byl inspirací populární městské legendy černá sanitka.